# Кришьянис, Димантс Ютвальдович
Ди́мантс Ю́твальдович Кри́шьянис (15 сентября 1960, Рига, Латвийская ССР, СССР) — советский гребец, серебряный призёр Олимпийских игр. Мастер спорта СССР международного класса.

## Карьера
На Олимпиаде в Москве Димантс вместе со своим старшим братом Дзинтарсом в составе распашной четвёрки с рулевым завоевал серебряную медаль.